# Gare de Cordesse - Igornay
La gare de Cordesse - Igornay est une halte ferroviaire française située sur le territoire de la commune de Cordesse, à proximité de celle d'Igornay dans le département de Saône-et-Loire, en région Bourgogne-Franche-Comté.
Ouverte en 1882 par la Compagnie des chemins de fer de Paris à Lyon et à la Méditerranée (PLM), elle est fermée en 2011 par la Société nationale des chemins de fer français (SNCF).

## Situation ferroviaire
Établie à 317 mètres d'altitude, la gare de Cordesse - Igornay est située au point kilométrique (PK) 302,609 de la ligne de Cravant-Bazarnes à Dracy-Saint-Loup entre les gares fermée de Manlay et de Dracy-Saint-Loup (s'intercalent la halte fermée de Barnay).

## Histoire
La gare de Cordesse - Igornay est mise en service le 23 août 1882 par la Compagnie des chemins de fer de Paris à Lyon et à la Méditerranée (PLM), lorsqu'elle ouvre à l'exploitation la troisième et dernière section de Maison-Dieu à Dracy-Saint-Loup, de sa « ligne de Cravant - Bazarnes à Dracy-Saint-Loup ».
Elle bénéficiait d'une halle à marchandises.
Depuis le 11 décembre 2011, à la suite de la fermeture du trafic voyageurs de la ligne Avallon-Autun, la gare n'est plus desservie par le rail, le trafic marchandises à quant à lui été suspendu en 2015.

## Service des voyageurs

### Desserte
La gare est une halte desservie par des cars TER.

## Tourisme
Les voies ferrées de la gare sont utilisées par un service touristique de cyclo-draisine appelé "Vélorail du Morvan", premier vélo-rail à assistance électrique de France, inauguré le 15 juin 2018. Il relie la gare de Cordesse - Igornay (départ) à la gare de Manlay (arrivée), située en Côte-d'Or, soit 22 km de parcours au cœur du Morvan.